# Consent to Treatment
Consent to Treatment (рус. Согласие на лечение) — второй студийный альбом Blue October, выпущен в США компанией Universal Records 15 августа 2000 года.

## Об альбоме
Диск записан на студиях «Bay 7 Studios» в Уолей Уилладж и «Media Vortex» в Бербенке, оба — штат Калифорния. Consent to Treatment первый альбом группы, выпущенный крупным лейблом, а также единственный альбом, записанный при участии гитариста Брэнта Коултера, игравшего тогда в составе Blue October. Также в записи этой пластинки участвовал впервые присоединившийся к коллективу Мэтт Новески. Вступительный трек на диске представляет собой стихотворение, написанное Джастином Фёрстенфелдом и прочитанное Блю Миллером. Женский бэк-вокал в песне The Answer принадлежит Райн Смит.

## Список композиций
Все тексты написаны Джастином Фёрстенфелдом, вся музыка написана Blue October.
| №   | Название                                      | Длительность |
| --- | --------------------------------------------- | ------------ |
| 1.  | «Retarded Disfigured Clown»                   | 0:42         |
| 2.  | «Independently Happy»                         | 4:55         |
| 3.  | «James»                                       | 4:29         |
| 4.  | «HRSA»                                        | 3:33         |
| 5.  | «Breakfast After 10»                          | 4:28         |
| 6.  | «Balance Beam»                                | 3:50         |
| 7.  | «Holler»                                      | 3:23         |
| 8.  | «Schizophrenia»                               | 3:54         |
| 9.  | «Drop»                                        | 4:35         |
| 10. | «Conversation Via Radio (Do You Ever Wonder)» | 4:03         |
| 11. | «Angel»                                       | 5:05         |
| 12. | «Libby I'm Listening»                         | 3:31         |
| 13. | «Amnesia»                                     | 3:55         |
| 14. | «The Answer»                                  | 6:11         |

## Участники записи
Blue October:
- Джастин Фёрстенфелд — стихи, вокал, гитара
- Райан Делахуси — скрипка, мандолина
- Джереми Фёрстенфелд  — барабаны
- Брэнт Коултер — гитара
- Мэтт Новески — бас-гитара, бэк-вокал

Сессионные музыканты:
- Джордж Уинстон — фортепиано
- Эрик Горфейн — скрипка
- Блю Миллер — вокал
- Джейн Скарпантони — виолончель, струнные аранжировки
- Райн Смит — бэк-вокал

Продакшн:
- Ник Лоней — продюсер, инженер, сведение
- Дэвид Алерт — ассистент инженера
- Мартин Клемм — ассистент инженера
- Кевин Пэйдж — ассистент инженера
- Грэг Арчилла — продакшн, сведение
- Боб Лудвинг — мастеринг
- Блю Миллер — продюсер

Художественная работа:
- Мэтт Новески — обложка